# Језици Европске уније
Језици Европске уније су говорни језици земаља чланица Европске уније. Службени језици држава чланица су и службени језици администрације Европске уније, укупно 24 језика. Европска унија пружа активну подршку мултијезичности. У складу са тим уведена је функција европског комесара за мултијезичност. На тој функцији тренутно се налази Леонард Орбан.

## Службени језици
Службених језика ЕУ је двадесет и четири:
| Језик       | Држава                                                         | Од    |
| ----------- | -------------------------------------------------------------- | ----- |
| бугарски    | Бугарска                                                       | 2007. |
| чешки       | Чешка · Словачка1                                              | 2004. |
| дански      | Данска · Немачка2                                              | 1973. |
| холандски   | Холандија · Белгија                                            | 1958. |
| енглески    | Ирска · Малта · Уједињено Краљевство                           | 1973. |
| естонски    | Естонија                                                       | 2004. |
| фински      | Финска                                                         | 1995. |
| француски   | Белгија · Француска · Италија3 · Луксембург                    | 1958. |
| немачки     | Аустрија · Белгија · Данска4 · Немачка · Италија5 · Луксембург | 1958. |
| грчки       | Кипар · Грчка · Италија6                                       | 1981. |
| мађарски    | Мађарска · Аустрија7 · Румунија8 · Словачка1 · Словенија9      | 2004. |
| ирски       | Ирска · Уједињено Краљевство10                                 | 2007. |
| италијански | Италија · Словенија11                                          | 1958. |
| летонски    | Летонија                                                       | 2004. |
| литвански   | Литванија                                                      | 2004. |
| малтешки    | Малта                                                          | 2004. |
| пољски      | Пољска                                                         | 2004. |
| португалски | Португалија                                                    | 1986. |
| румунски    | Румунија                                                       | 2007. |
| словачки    | Словачка · Чешка                                               | 2004. |
| словеначки  | Словенија · Аустрија12 · Италија13                             | 2004. |
| шпански     | Шпанија                                                        | 1986. |
| шведски     | Шведска · Финска14                                             | 1995. |
| хрватски    | Хрватска · Аустрија7                                           | 2013. |

Напомене:
1 Има статус службеног у општинама у којима мањинско становништво прелази 20%.
2 Шлезвиг-Холштајн
3 Долина Аосте
4 Јужни Јутланд
5 Болцано
6 Апулија и Ређо ди Калабрија
7 Бургенланд
8 Може се користити поред румунског у свим општинама где мађарско становништво чини више од 20%.
9 Прекомурје
10 Северна Ирска
11 Истра
12 Корушка и Штајерска
13 Фурланија-Јулијска крајина
14 Званичан за Финску и обалне општине на југу и јужној Остроботнији.
Број службених језика ЕУ је мањи од броја држава чланица. Разлог томе је што се неки језици користе у више земаља:

немачки је службени језик у Немачкој, Аустрији, Белгији и у Луксембургу;
енглески у Уједињеном Краљевству, Републици Ирској и на Малти;
француски у Француској, Белгији и Луксембургу;
грчки у Грчкој и на Кипру;
холандски у Холандији и Белгији (фламански);
шведски у Шведској и Финској.
Сви језици ЕУ су истовремено и радни језици органа Европске уније. Институције и грађани појединци држава чланица могу се обраћати институцијама ЕУ на било ком од службена 23 језика. Органи ЕУ су им дужни доставити одговор на језику поднеска. Сви акти институција ЕУ издају се на свим службеним језицима.

## Изузеци
Нису ни сви службени језици држава чланица добили статус службеног језика ЕУ: луксембуршки и турски језик, који је један од два службена језика на Кипру.

## Остали званични језици ЕУ институција
Од 2005. године, каталонски, галицијски и баскијски језик се званично могу користити у европским институцијама.

## Мањински језици
Мањински језици који имају званични статус унутар држава чланица ЕУ су албански (Румунија), арапски (Сеута), јерменски (Кипар), берберски (Мелиља), бретонски (Француска), корзички (Француска), хрватски (Аустрија, Мађарска), кипарски маронитски арапски (Кипар), фризијски (Холандија, Немачка), фурлански (Италија), луксембуршки (Луксембург), окситански (Француска), ромски (Аустрија, Немачка, Холандија, Пољска, Румунија, Словачка, Словенија, Шведска), руски (Пољска), сами (Финска, Шведска), сардински (Италија), шкотски гелски језик (Шкотска), српски (Мађарска), турски (Бугарска), украјински, валонски (Белгија), велшки (Уједињено Краљевство), јидиш (Холандија, Пољска, Румунија, Шведска)

## Вишејезичност
ЕУ подржава грађане да буду вишејезични; посебно их охрабрује да поред свог матерњег науче још два друга језика. Огромна средства се улажу у спровођење ове политике, али државе чланице саме стварају своје образовне системе, а тиме и начела унапређења вишејезичности.
| Језик       | Чланица ЕУ                             | Матерњи језик     | Као други језик   | Могу говорити     |
| Језик       | Чланица ЕУ                             | (% становника ЕУ) | (% становника ЕУ) | (% становника ЕУ) |
| ----------- | -------------------------------------- | ----------------- | ----------------- | ----------------- |
| енглески    | Велика Британија, Ирска, Малта         | 13                | 38                | 51                |
| немачки     | Немачка, Аустрија, Луксембург, Белгија | 18                | 14                | 32                |
| француски   | Француска, Белгија, Луксембург         | 12                | 14                | 26                |
| италијански | Италија                                | 13                | 3                 | 16                |
| шпански     | Шпанија                                | 9                 | 6                 | 15                |
| пољски      | Пољска                                 | 9                 | 1                 | 10                |
| руски       | —                                      | 1                 | 6                 | 7                 |
| холандски   | Холандија, Белгија                     | 5                 | 1                 | 6                 |
| шведски     | Шведска, Финска                        | 2                 | 1                 | 3                 |
| грчки       | Грчка, Кипар                           | 3                 | 0                 | 3                 |
| чешки       | Чешка                                  | 2                 | 1                 | 3                 |
| португалски | Португал                               | 2                 | 0                 | 2                 |
| мађарски    | Мађарска                               | 2                 | 0                 | 2                 |
| словачки    | Словачка                               | 1                 | 1                 | 2                 |
| каталонски  | Шпанија, Француска                     | 1                 | 1                 | 2                 |

Извор: , до проширења ЕУ 2007. године.
- Познавање енглеског
- Немачки
- Француски
- Шпански
- Италијански
- Руски